# Birgitte Hjort Sørensen
Birgitte Hjort Sørensen (Hillerød, 16 de enero de 1982) es una actriz danesa de teatro, cine y televisión. Es conocida por su papel de Katrine Fønsmark en la serie Borgen (2010-2013). 
Graduada de la Escuela Nacional de Artes Escénicas de Dinamarca, su debut como actriz fue en un papel menor en la serie de televisión The Eagle (2005). Luego interpretó a Roxie Hart en una producción de Copenhague del musical Chicago, y más tarde en el West End. Ha sido nominada a tres Premios Robert y un Premio Bodil. 

## Primeros años
Sørensen nació en Hillerød, como la tercera hija de dos médicos. Creció en Birkerød. Su educación inicial fue en la Bistrup School en Birkerød y en la Øregård Gymnasium de Hellerup. En este último, fue presidenta del consejo estudiantil y editora de la revista escolar.
Durante su adolescencia, Sørensen decidió no seguir los pasos de sus padres en la medicina, tras una experiencia laboral con su madre en una sala de geriatría. Ella dijo: «Encontrarse con esa cantidad de personas que ya no pueden ir al baño o comer solas, fue traumatizante. Viví demasiado con su miseria».
Mientras se encontraba en un viaje escolar a Londres cuando tenía 19 años, vio la producción del musical Chicago en el West End, que la motivó a convertirse en actriz. En una entrevista para The Guardian dijo: «Fue tan increíble y sexy, y me senté allí pensando: "Quiero estar en ese escenario algún día"». Su motivación aumentó con su participación en una obra musical organizada por el Teatro Gladsaxe que brindó una introducción de seis meses al teatro musical. Continuó sus estudios en la Escuela Nacional Danesa de Artes Escénicas, tiempo durante el cual hizo su debut como actriz en la serie de televisión The Eagle en 2005, con un papel menor de recepcionista. Debido a la prohibición de tener trabajo, impuesta por la institución, Sørensen fingió estar enferma para aparecer en la serie. Dos años más tarde interpretó el papel principal de Roxie Hart en la producción de 2007 de Chicago en el Det Ny Teater de Copenhague. El musical fue aclamado por la crítica y se convirtió en la producción teatral danesa más taquillera del año. Por su actuación recibió un premio Reumert. En 2008 repitió su papel en la producción en el Cambridge Theatre.

## Carrera
En 2010, se catapultó tras interpretar a la periodista Katrine Fønsmark en el drama político de Danmarks Radio, Borgen, que narra el ascenso de la primera mujer primera ministra de Dinamarca. Para prepararse para el papel, pasó un verano con equipos de noticias de televisión y reporteros como parte de un entrenamiento. Sørensen recibió elogios de la crítica por interpretar a una fuerte protagonista femenina en el programa y el reconocimiento internacional, especialmente en el Reino Unido. Para la tercera temporada de la serie, recibió una nominación al Premio Robert a la Mejor Actriz en un Papel Protagónico en Televisión. También obtuvo una nominación al premio Robert a la mejor actriz en un papel principal por interpretar a la secretaria de un psicólogo criminal en la película de acción Ved verdens ende (2009) con Nikolaj Lie Kaas y Nikolaj Coster-Waldau. En 2012, interpretó a la pintora Marie Krøyer en la película biográfica La Pasión de Marie, que le valió su segunda nominación a Mejor Actriz en los Premios Robert. Al año siguiente, apareció como Virgilia en la obra Coriolanus con Tom Hiddleston en Donmar Warehouse, Londres.
En 2015, Sørensen apareció en el episodio Casa Austera de la serie de drama y fantasía medieval de HBO, Game of Thrones interpretando a Karsi. Ese mismo año realizó una participación en Pitch Perfect 2, interpretando a Kommissar, la líder alemana de un grupo rival del protagonista. También fue nominada al Premio Bodil a la Mejor Actriz de Reparto por su actuación en Someone You Love, en la que interpretó a una madre que sufría de adicción a las drogas.
En 2016, interpretó a la musa de Andy Warhol, Ingrid, en la serie de televisión de HBO, Vinyl, creada por Martin Scorsese. En la última parte del mismo año, hizo su debut en Broadway en la obra Les Liaisons Dangereuses.

## Vida personal
Sørensen mantiene una relación con el escritor y productor de televisión Kristian Ladegaard Pedersen. Juntos tienen una hija.

## Filmografía

### Cine
| Año  | Título                               | Rol                            | Idioma  | Notas        | Ref.          |
| ---- | ------------------------------------ | ------------------------------ | ------- | ------------ | ------------- |
| 2006 | Tre Somre                            | Nanna                          | Danés   |              | [ 37 ]        |
| 2007 | Canoe                                | La chica                       | Danés   |              | [ 38 ]        |
| 2007 | Crush                                | Lotte                          | Danés   | Cortometraje | [ 38 ]        |
| 2008 | The Funeral                          | Daisy                          | Danés   |              | [ 38 ] [ 39 ] |
| 2008 | Anja & Viktor – I medgang og modgang | Regitze                        | Danés   |              | [ 38 ]        |
| 2008 | The Candidate                        | Sarah                          | Danés   |              | [ 38 ]        |
| 2008 | Alliancen                            | Sofie                          | Danés   |              | [ 38 ] [ 39 ] |
| 2009 | Ved verdens ende                     | Beate                          | Danés   |              | [ 38 ]        |
| 2010 | Truth About Men                      | Girlfriend of the squire's son | Danés   |              | [ 38 ]        |
| 2011 | Magi i luften                        | Camilla                        | Danés   |              | [ 38 ] [ 39 ] |
| 2011 | Miss Julie                           | Julie                          | Danés   |              | [ 38 ]        |
| 2012 | Balladen om Marie Krøyer             | Marie Krøyer                   | Danés   |              | [ 40 ]        |
| 2014 | National Theatre Live: Coriolanus    | Virgilia                       | Inglés  |              | [ 41 ]        |
| 2014 | Autómata                             | Rachel Vaucan                  | Inglés  |              | [ 42 ]        |
| 2014 | In Order of Disappearance            | Marit                          | Noruego |              | [ 38 ]        |
| 2014 | Someone You Love                     | Julie                          | Danés   |              | [ 38 ]        |
| 2014 | The Gas Man                          | Mia                            | Danés   | Cortometraje | [ 43 ]        |
| 2015 | Pitch Perfect 2                      | Kommissar                      | Inglés  |              | [ 44 ]        |
| 2015 | Sommeren '92                         | Minna Vilfort                  | Danés   |              | [ 45 ]        |
| 2017 | 3 Things                             | Camilla                        | Danés   |              | [ 46 ]        |

### Televisión
| Año       | Título                   | Rol              | Idioma      | Notas                                  | Ref.                 |
| --------- | ------------------------ | ---------------- | ----------- | -------------------------------------- | -------------------- |
| 2005      | The Eagle                | Nanna            | Danés       | Episodio: "Keres — Del 16"             | [ 47 ] [ 48 ] [ 49 ] |
| 2008      | Maj & Charlie            | Sidse            | Danés       | 1 episode                              | [ 50 ] [ 49 ]        |
| 2010-2013 | Borgen                   | Katrine Fønsmark | Danés       | 30 episodios                           | [ 51 ]               |
| 2013      | Bluestone 42             | Astrid           | Inglés      | Temporada 1, episodio 3                | [ 52 ]               |
| 2013      | Agatha Christie's Marple | Greta            | Inglés      | Episodio: "Endless Night"              | [ 53 ]               |
| 2014      | Midsomer Murders         | DS Anna Degn     | Inglés      | Episodio: "The Killings of Copenhagen" | [ 54 ]               |
| 2015      | Game of Thrones          | Karsi            | Inglés      | Episodio: "Hardhome"                   | [ 55 ]               |
| 2016      | Vinyl                    | Ingrid           | Inglés      | 10 episodios                           | [ 56 ]               |
| 2017      | Flashback                | Host             | Danés       |                                        | [ 57 ]               |
| 2018      | Greyzone                 | Victoria Rahbek  | Danés Sueco | 10 episodios                           | [ 58 ]               |